# Veenlieveheersbeestje
Het zevenvleklieveheersbeestje (Hippodamia septemmaculata) is een kever uit de familie van de lieveheersbeestjes (Coccinellidae).
De imago wordt 3 tot 3,7 mm lang. De dekschilden zijn oranje met vijf tot elf, vaak in elkaar overvloeiende, zwarte vlekken. In tegenstelling tot het dertienstippelig lieveheersbeestje kent het halsschild geen kleine zwarte vlekjes.
De soort komt voor op plaatsen waar veenmos groeit. In Nederland is de soort zeer zeldzaam. In 2014 werd de soort in Vlaanderen als uitgestorven beschouwd.